# The Holy Land
The Holy Land è il diciottesimo album in studio dell'artista country statunitense Johnny Cash, pubblicato nel 1969 dalla Columbia Records. Il disco è un concept album ed è ispirato alla visita in Terra santa (da cui il titolo) effettuata con la moglie June Carter Cash.

## Tracce
Tutte le tracce sono di Johnny Cash, tranne dove indicato.
1. Prologue - 0:54
2. Land of Israel - 2:50
3. Mother's Love - 1:32
4. This Is Nazareth - 0:43
5. Nazaren - 2:03
6. Town of Cana - 1:36
7. He Turned Water into Wine - 2:47
8. My Wife June at the Sea of Galilee - 1:32
9. Beautiful Words - 1:52
10. Our Guide Jacob at Mount Tabor - 1:54
11. The Ten Commandments (Lew DeWitt) - 3:59
12. Daddy Sang Bass (Carl Perkins) - 2:19
13. At the Wailing Wall - 0:46
14. Come to the Wailing Wall - 2:49
15. In Bethlehem - 1:46
16. In Garden of Gethsemane - 1:57
17. The Fourth Man (Arthur "Guitar Boogie" Smith) - 2:08
18. On the Via Dolorosa - 3:53
19. Church of the Holy Sepulchre - 1:07
20. At Calvary - 2:33
21. God Is Not Dead - 2:43

## Formazione
- Johnny Cash - voce, chitarra
- Luther Perkins - chitarra
- Carl Perkins - chitarra elettrica
- Marshall Grant - basso
- W.S. Holland - batteria
- The Carter Family, The Statler Brothers - cori